# Dörvöljin, Zavkhan
Dörvöljin (tiếng Mông Cổ: Дөрвөлжин) là một sum của tỉnh Zavkhan ở miền tây Mông Cổ. Vào năm 2005, dân số của sum là 2.323 người.

## Địa lý
Sum có diện tích khoảng 7.260 km2. Trung tâm sum, Buga, nằm cách tỉnh lỵ Uliastai 143 km và thủ đô Ulaanbaatar 1.127 km.

### Khí hậu
Dörvöljin có khí hậu bán khô hạn. Nhiệt độ trung bình hàng năm ở khu vực này là 4 °C. Tháng ấm nhất là tháng 7, khi nhiệt độ trung bình là 28 °C và lạnh nhất là tháng 1, với -22 °C. Lượng mưa trung bình hàng năm là 104 mm. Tháng ẩm ướt nhất là tháng 6, với lượng mưa trung bình là 27 mm, và khô nhất là tháng 12, với 1 mm.

## Kinh tế
Sum có một trường học, bệnh viện, trung tâm thương mại và nhà văn hóa.